# Johannes Buteo
Johannes Buteo, nato Jean Borrel (Charpey, 1492 – Cenar, 1572), è stato un matematico francese.

## Biografia
Studiò con Oronzio Fineo. Il suo lavoro prefigurò Guillaume Gosselin, Jacques Peletier du Mans e François Viète.

## Opere
- (LA) Opera geometrica, Lione, Thomas Bertheau, 1554.
- (LA) De quadratura circuli libri duo, Lione, Guillaume Rouille, 1559.
- (LA) Apologia adversus epistolam Iacobi Peletarii depravatoris Elementorum Euclidis, Lione, Michel Jouve, 1562.